# Leiobunum nigropalpi
Leiobunum nigropalpi – gatunek kosarza z podrzędu Eupnoi i rodziny Sclerosomatidae.

## Opis
Długość ciała u samców wynosi około 6 mm. Strona grzbietowa ubarwiona jest brązowo do pomarańczowego. Wzgórek oczny i odnóża czarne. Stopy żółte. Odwłok zakończony stożkowato. Nogogłaszczki z kolcami po brzusznej stronie. Ciało samicy nieco większe, długości około 7 mm. Ubarwienie strony grzbietowej bardzo zmienne, jednak plama środkowa zwykle wyraźnie widoczna. Nogogłaszczki i odnóża ubarwione podobnie jak u samca.

## Biotop
Kosarz ten zamieszkuje tereny zalesione, gdzie bytuje na ściółce, roślinności zielnej, w listowiu krzewów i drzew oraz na skałach.

## Występowanie
Gatunek występuje we wschodnich Stanach Zjednoczonych (wykazany ze stanów: Alabama, Connecticut, Illinois, Dystrykt Kolumbii, Georgia, Kentucky, Michigan, New Jersey, Nowy Jork, Karolina Północna, Ohio, Wirginia oraz Wisconsin).